# زرورق‌ماهی
زرورق‌ماهی (نام علمی: Grammicolepididae) نام یک تیره از راسته دوری‌ماهی‌سانان است.